# Eleições legislativas regionais na Madeira em 2015
As eleições legislativas regionais na Madeira em 2015, também designadas eleições para a Assembleia Legislativa da Região Autónoma da Madeira, realizaram-se a 29 de março de 2015, e delas resultaram a vitória do Partido Social Democrata, liderado na Madeira por Miguel Albuquerque.
A campanha eleitoral para as legislativas regionais na Madeira decorreu de 15 a 27 de março de 2015.

## Histórico
A marcação destas eleições antecipadas resulta do pedido de exoneração apresentado, a 12 de janeiro de 2015, pelo presidente do Governo Regional, Alberto João Jardim, na sequência da eleição de Miguel Albuquerque para o cargo de presidente da Comissão Política Regional do PSD/Madeira, a 29 de dezembro de 2014.

## Partidos
Os partidos e coligações concorrentes nesta eleição foram os seguintes:
(por ordem no boletim de voto sorteada no Tribunal da Comarca do Funchal)
- Partido Comunista dos Trabalhadores Portugueses (PCTP/MRPP)
- Partido Nacional Renovador (PNR)
- Plataforma dos Cidadãos (PPM-PDA)
- Juntos pelo Povo (JPP)
- Movimento Alternativa Socialista (MAS)
- CDS - Partido Popular (CDS-PP)
- Nova Democracia (PND)
- Partido Social Democrata (PPD/PSD)
- CDU - Coligação Democrática Unitária (PCP-PEV)a)
- Bloco de Esquerda (B.E.)
- MUDANÇA (PS-PTP-PAN-MPT)

a) Coligação entre o Partido Comunista Português (PCP) e o Partido Ecologista "Os Verdes" (PEV).

## Sondagens
Na tabela abaixo estão listados os resultados das sondagens numa ordem cronológica inversa, isto é, mostrando primeiro os mais recentes. O valor de maior percentagem em cada sondagem é destacado a negrito e com o fundo da cor do partido em questão. Os resultados das sondagens estão com a data do levantamento, não com a data da sua publicação.
| 29 de março de 2015 | Resultados eleitorais | 44,35 | 13,71  | 11,43 | c/ PS | 5,54 | 2,07 | c/ PS | c/ PS | 3,8 | 10,28       | 8,82 | 30,64 |
| 21–23 de março | Universidade Católica | 49,0  | 11,0   | 18,0  | c/ PS | 5,0  | 2,0  | c/ PS | c/ PS | 3,0 | 6,0         | 6,5  | 31,0  |
| 16–18 de março | EuroSondagem          | 46,7  | 12,5   | 19,5  | c/ PS | 4,8  | 1,6  | c/ PS | c/ PS | 2,5 | 5,5         | 6,9  | 27,2  |
| 9–12 de março | EuroSondagem          | 43,3  | 11,1   | 22,5  | c/ PS | 4,8  | 1,7  | c/ PS | c/ PS | 2,2 | 7,7         | 6,7  | 20,8  |
| 2015 |                       |       |        |       |       |      |      |       |       |     |             |      |       |
| 11–14 de novembro | EuroSondagem          | 33,1  | 16,9   | 26,6  | 4,6   | 5,5  | 1,8  | 2,6   | 2,3   | 2,5 | Não existia | 4,1  | 6,5   |
| 3–5 de novembro | EuroSondagem          | 30,9  | 17,0   | 27,0  | 5,5   | 5,2  | 2,3  | 2,1   | 1,7   | 2,5 | Não existia | 5,8  | 3,9   |
| 18–22 de julho | EuroSondagem          | 32,1  | 17,9   | 22,6  | 3,6   | 5,2  | 2,2  | 2,6   | 5,7   | 2,1 | Não existia | 6,0  | 9,5   |
| 25 de maio de 2014 | Eleições ao PE        | 31,0  | c/ PSD | 22,6  | 6,6   | 4,8  | 2,3  | 3,3   | 10,0  | 3,7 | Não existia | 15,7 | 8,4   |
| 8–14 de janeiro | EuroSondagem          | 33,9  | 20,1   | 25,5  | 4,0   | 5,3  | 2,1  | 1,3   | 1,2   | 2,2 | Não existia | 4,4  | 8,4   |
| 2014 |                       |       |        |       |       |      |      |       |       |     |             |      |       |
| 29 de setembro de 2013 | Eleições autárquicas  | 34,8  | 13,0   | 25,8  | 0,7   | 5,3  | —    | 1,2   | 1,6   | 0,4 |             | 17,2 | 9,0   |
| 2013 |                       |       |        |       |       |      |      |       |       |     |             |      |       |
| 24–25 de maio | EuroSondagem          | 43,9  | 21,2   | 13,5  | 4,4   | 3,9  | 3,7  | 2,4   | 2,3   | 2,6 |             | 2,1  | 22,7  |
| 2012 |                       |       |        |       |       |      |      |       |       |     |             |      |       |
| 9 de outubro de 2011 | Resultados eleitorais | 48,6  | 17,6   | 11,5  | 6,9   | 3,8  | 3,3  | 2,1   | 1,9   | 1,7 |             | 2,6  | 31,0  |
| ↑[a] PS, PTP, PAN e MPT disputaram a eleição numa coligação eleitoral chamada Mudança. A sondagem para a coligação é exibida na coluna do PS. ↑[b] A coluna Líder mostra a diferença de pontos percentuais entre os dois partidos com maiores intenções de voto. |                       |       |        |       |       |      |      |       |       |     |             |      |       |

### Assentos
As sondagens sobre as projeções de assentos por partido são mostradas na tabela que se segue. O valor maior de assentos, em cada inquérito de sondagem, tem o fundo da cor do partido em questão. Para alcançar a maioria absoluta na Assembleia Legislativa da Madeira são necessários 24 lugares.
| 29 de março de 2015  | Resultados eleitorais | 24      | 7     | 6       | c/ PS | 2     | 1     | c/ PS | c/ PS | 2     | 5           | 0     |
| 21–23 de março       | Universidade Católica | 23 / 27 | 4 / 6 | 8 / 10  | c/ PS | 2 / 3 | 0 / 1 | c/ PS | c/ PS | 1 / 2 | 2 / 3       | 0 / 1 |
| 16–18 de março       | EuroSondagem          | 24 / 25 | 6 / 7 | 10 / 11 | c/ PS | 2     | 0 / 1 | c/ PS | c/ PS | 1     | 2 / 3       | 0     |
| 9–12 de março        | EuroSondagem          | 22 / 23 | 5 / 6 | 11 / 12 | c/ PS | 2     | 0 / 1 | c/ PS | c/ PS | 1     | 4           | 0     |
| 2015                 |                       |         |       |         |       |       |       |       |       |       |             |       |
| 9 de outubro de 2011 | Resultados eleitorais | 25      | 9     | 6       | 3     | 1     | 1     | 1     | 1     | 0     | Não existia | 0     |

## Resultados oficiais
| Partido | Partido           | Candidato             | Votos   | Votos (%) | Votos (±) | Assentos | Assentos (%) | Assentos (±) |
| --- | ----------------- | --------------------- | ------- | --------- | --------- | -------- | ------------ | ------------ |
| | PPD/PSD           | Miguel Albuquerque    | 56 574  | 44,36%    | −4,21%    | 24       | 51,06%       | −1           |
| | CDS/PP            | José Manuel Rodrigues | 17 488  | 13,71%    | −3,92%    | 7        | 14,89%       | −2           |
| | PS-PTP-PAN-MPT(a) | Victor Freitas        | 14 573  | 11,43%    | −11%      | 6        | 12,77%       | −5           |
| | JPP               | Élvio Sousa           | 13 114  | 10,28%    | +10,28%   | 5        | 10,64%       | +5           |
| | CDU(b)            | Edgar Silva           | 7 060   | 5,54%     | +1,78%    | 2        | 4,26%        | +1           |
| | BE                | Roberto Almada        | 4 849   | 3,8%      | +2,1%     | 2        | 4,26%        | +2           |
| | PND               | Gil Canha             | 2 635   | 2,07%     | −1,2%     | 1        | 2,13%        | 0            |
| | PCTP/MRPP         | Alexandre Caldeira    | 2 137   | 1,68%     | +1,68%    | 0        | 0%           | 0            |
| | MAS               | José Carlos Jardim    | 1 715   | 1,34%     | +1,34%    | 0        | 0%           | 0            |
| | PNR               | Álvaro Araújo         | 1 052   | 0,82%     | +0,82%    | 0        | 0%           | 0            |
| | PPM-PDA(c)        | Miguel Fonseca        | 903     | 0,71%     | +0,71%    | 0        | 0%           | 0            |
| Totais | Totais            | Totais                | 122 100 |           |           | 47       |              |              |
| Votos em Branco | Votos em Branco   | Votos em Branco       | 1 116   | 0,88%     | +0,14%    |          |              |              |
| Votos Nulos | Votos Nulos       | Votos Nulos           | 4 323   | 3,39%     | +1,49%    |          |              |              |
| Participação | Participação      | Participação          | 127 539 | 49,58%    | −7,8%     |          |              |              |
| ↑(a) PS, PTP, PAN e MPT concorreram na coligação "Mudança" ↑(b) PCP e PEV concorreram em coligação ↑(c) PPM e PDA concorreram na coligação "Plataforma dos Cidadãos" |                   |                       |         |           |           |          |              |              |
| Fonte: Eleição da Assembleia Legislativa da Região Autónoma da Madeira e Jornal Oficial da RAM                                                                       |                   |                       |         |           |           |          |              |              |

### Resultados por concelho
|                 | %    | %    | %    | %    | %   | %   | %   | %    | %   | %   | %   |          |
| Concelho        | PSD  | CDS  | MUD  | JPP  | CDU | BE  | PND | PCTP | MAS | PNR | PDC | Votantes |
| --------------- | ---- | ---- | ---- | ---- | --- | --- | --- | ---- | --- | --- | --- | -------- |
| Calheta         | 60,4 | 19,9 | 5,1  | 2,5  | 2,4 | 1,7 | 1,1 | 1,1  | 0,9 | 0,5 | 0,4 | 6 185    |
| Câmara de Lobos | 48,5 | 16,4 | 8,9  | 5,2  | 5,4 | 3,6 | 2,0 | 1,9  | 1,3 | 1,3 | 0,7 | 15 106   |
| Funchal         | 42,5 | 13,1 | 13,0 | 7,0  | 8,0 | 4,7 | 2,8 | 1,8  | 1,5 | 0,7 | 0,7 | 53 059   |
| Machico         | 44,0 | 10,6 | 18,6 | 9,0  | 3,6 | 3,5 | 1,2 | 1,6  | 1,8 | 1,5 | 0,9 | 10 365   |
| Ponta do Sol    | 53,7 | 17,0 | 8,3  | 4,5  | 2,5 | 4,2 | 2,1 | 1,3  | 1,2 | 0,6 | 0,8 | 4 406    |
| Porto Moniz     | 48,4 | 7,4  | 31,5 | 2,3  | 1,2 | 1,9 | 1,0 | 0,3  | 1,2 | 0,3 | 0,5 | 1 768    |
| Porto Santo     | 55,0 | 8,5  | 18,1 | 4,5  | 2,6 | 2,0 | 1,2 | 1,7  | 1,4 | 0,3 | 0,7 | 2 788    |
| Ribeira Brava   | 50,1 | 17,2 | 9,1  | 5,6  | 3,7 | 3,7 | 1,4 | 1,6  | 1,2 | 0,9 | 0,8 | 6 561    |
| Santa Cruz      | 34,1 | 8,3  | 7,0  | 32,7 | 4,2 | 3,1 | 1,8 | 1,8  | 1,1 | 0,7 | 0,8 | 20 070   |
| Santana         | 44,8 | 31,3 | 7,3  | 3,2  | 2,9 | 2,2 | 1,3 | 1,2  | 0,8 | 1,0 | 0,5 | 4 330    |
| São Vicente     | 54,8 | 16,2 | 12,4 | 3,6  | 2,0 | 2,7 | 1,2 | 1,0  | 1,2 | 0,6 | 0,8 | 2 907    |
| Total           | 44,4 | 13,7 | 11,4 | 10,3 | 5,5 | 3,8 | 2,1 | 1,7  | 1,3 | 0,8 | 0,7 | 127 545  |

## Análise dos resultados
O PPD/PSD foi eleito pela 11.ª vez consecutiva e, novamente, com maioria absoluta de 24 lugares, menos 1 que em 2011.  O CDS/PP foi outra vez o segundo partido mais votado, seguido pela Coligação Mudança — PS e outros partidos menores —, que sofreu uma grande derrota nestas eleições, por ter conseguido menos votos e assentos em comparação com o total combinado dos partidos em 2011. A surpresa eleitoral foi o JPP, que alcançou 10,28% dos votos e 5 assentos na Assembleia. A CDU conseguiu mais um assento e o BE voltou ao Parlamento Regional, com 2 assentos.
A abstenção foi de 50,33%, ou seja, dos 256 775 eleitores recenseados votaram 127 545.